# Georg Köhl (Politiker)
Georg Köhl (* 15. September 1894 in Neu-Ulm; † 1975 ebenda) war ein deutscher Kommunalpolitiker (CSU). Er war von 1948 bis 1964 Landrat des Landkreises Neu-Ulm.

## Leben
Georg Köhl kam am 15. September 1894 als vierter Sohn des bayerischen Generalleutnants Wilhelm Köhl und seiner Ehefrau Walburga, geborene Mahler, in Neu-Ulm zur Welt. Einer seiner Brüder war der Flugpionier Hermann Köhl.

Zunächst absolvierte Köhl eine militärische Laufbahn und nahm als Kadett am Ersten Weltkrieg teil. Von 1919 bis 1921 studierte er an der Technischen Hochschule München. Anschließend wechselte er in die Finanzverwaltung.

Ab 1933 wurde er als Offizier reaktiviert; er trat zum 1. April 1933 der NSDAP (Mitgliedsnummer 1.664.695) und schloss sich auch der SA an, verließ die Partei aber wieder. In einem Spruchkammerverfahren galt er 1947 als entlastet.
Köhl starb 1975 nach längerer Krankheit im Alter von 81 Jahren in seiner Geburtsstadt Neu-Ulm.

## Politik
Nach dem Zweiten Weltkrieg engagierte sich Köhl in der Kommunalpolitik. Als Kandidat der CSU wurde er am 2. Juni 1948 vom Kreistag zum Landrat des Landkreises Neu-Ulm gewählt. 1952 setzte er sich in der Stichwahl gegen den Kandidaten von der SPD durch. 1958 wurde er direkt von den Wahlberechtigten im Landkreis mit 64 Prozent der Stimmen gewählt. Zur Landratswahl 1964 trat er aus Altersgründen nicht mehr an.

Köhl musste nach dem Krieg als Landrat viel Aufbauarbeit leisten. Er setzte sich u. a. für die Umnutzung von Teilen des Muna-Geländes in Nersingen-Straß für Wohn- und Gewerbezwecke ein. Hier wurde eine Straße nach Georg Köhl benannt.
Von 1945 bis 1960 war Köhl Vorsitzender des CSU-Kreisverbandes Neu-Ulm/Land.

## Ehrungen
- 1965: Verdienstkreuz 1. Klasse der Bundesrepublik Deutschland
- Georg-Köhl-Straße in Nersingen-Straß